# Morgan Cox
Morgan Cox (* 26. April 1986 in Collierville, Tennessee) ist ein US-amerikanischer American-Football-Spieler. Er spielt derzeit auf der Position des Long Snappers für die Tennessee Titans in der National Football League. Von 2010 bis 2020 stand er bei den Baltimore Ravens unter Vertrag.

## Karriere

### College
Cox kam 2005 als Walk-on zum Footballteam der University of Tennessee. Durch seine Leistungen wurde er 2008 der Long Snapper des Teams, wofür er ein Sportstipendium bekam. Cox spielte dann bis 2009 für die Tennessee Volunteers.

### NFL
Nachdem Cox im NFL Draft 2010 nicht ausgewählt wurde verpflichteten ihn die Baltimore Ravens am 6. Mai 2010. Nachdem die Ravens am 14. August 2010 Matt Katula entließen, wurde er zum Starter. Am 3. Februar 2013 gewann Cox mit den Ravens den Super Bowl XLVII.
In der ersten Woche der Saison 2013 eroberte er im Spiel gegen die Denver Broncos einen Punt zurück, welcher zuvor von Wes Welker gemufft wurde. Am 19. Oktober 2014 verletzte sich Cox im Spiel gegen die Atlanta Falcons am vorderen Kreuzband und wurde am folgenden Tag auf der Injured Reserve List platziert, was seine Saison beendete. Cox erhielt für die Saison 2015 einen Einjahresvertrag und wurde aufgrund seiner Leistungen für den Pro Bowl 2016 nominiert. Am 7. März 2016 erhielt er einen neuen Vertrag, der ihn für fünf Jahre an die Ravens bindet.
Im März 2021 unterschrieb Cox einen Einjahresvertrag bei den Tennessee Titans. Im März 2022 verlängerte er seinen Vertrag bei den Titans um ein Jahr. Im März 2023 verlängerte er seinen Vertrag um ein weiteres Jahr. Auch im März 2024 verlängerte Cox seinen Vertrag in Tennessee um ein weiteres Jahr.